# La Trinidad (khu tự quản)
La Trinidad là một khu tự quản thuộc bang Yaracuy, Venezuela. Thủ phủ của khu tự quản La Trinidad đóng tại Boraure. Khự tự quản La Trinidad có diện tích 62 km2, dân số theo điều tra dân số ngày 21 tháng 10 năm 2001 là 13258 người.